# Ted Kulongoski
Ted Kulongoski, właśc. Theodore R. Kulongoski (ur. 5 listopada 1940 w Saint Louis) – amerykański polityk polskiego pochodzenia. Od stycznia 2003 gubernator stanu Oregon, poprzednio prokurator generalny stanu Oregon (1993–1997) oraz sędzia sądu najwyższego stanu Oregon (1997–2001).

## Życiorys
Jego dziadowie, Alex i Mary Kulongoski, przybyli z Polski do Stanów Zjednoczonych w ostatniej dekadzie XIX wieku. Kupili 160-akrową farmę w okolicach Cadet w stanie Missouri. Mieli czterech synów i jedną córkę. Najmłodszy syn, ojciec Teda, również Theodore, zmarł gdy chłopiec miał 4 lata. Chłopiec zamieszkał w katolickim domu dla chłopców w Saint Louis. Po ukończeniu szkoły średniej zaciągnął się do Marines i odsłużył kilka lat w południowo-wschodniej Azji. Potem był kierowcą ciężarówki i robotnikiem budowlanym w stalowni w Alton. Dzięki prawu G.I. Bill, dającemu wstęp na studia byłym żołnierzom, dostał się na wydział prawa University of Missouri. Po ukończeniu studiów w 1970 r., przeniósł się do Eugene w stanie Oregon, gdzie zaczął pracę jako prawnik.
W 1974 r. rozpoczął karierę polityczną, zwyciężając w wyborach stanowych hrabstw Lane i Douglas. Cztery lata później został wybrany do senatu stanowego. W 1980 r. przegrał wybory na senatora, a dwa lata później nie udała mu się również kampania na gubernatora stanowego. Oddał się wtedy karierze prawniczej, zajmując fotel stanowego prokuratora generalnego (1993–1997) oraz sędziego sądu najwyższego stanu Oregon (1997–2001). Ponownie stanął do wyborów na gubernatora w 2002 r. i wygrał je, zostając 36. gubernatorem stanu Oregon.
Żonaty z Mary Oberst, ma dorosłych troje dzieci, niedawno został dziadkiem. Pasjonuje się turystyką i wędkarstwem muchowym.